# Вавилина, Александра Михайловна
Алекса́ндра Миха́йловна Вави́лина (12 февраля 1928, Ленинград — 20 сентября 2021, Санкт-Петербург) — советская и российская флейтистка, музыкальный педагог, солистка ЗКР АСО Ленинградской филармонии , профессор Ленинградской/Санкт-Петербургской консерватории. Заслуженный деятель искусств РСФСР (1983), Заслуженная артистка РСФСР (1974). Жена дирижёра Е. А. Мравинского.

## Биография
Родилась 12 февраля 1928 года в Ленинграде.
С 1936 года начала играть в оркестре народных инструментов Василеостровского дома пионеров (г. Ленинград) на альтовой домре, а во время войны, в эвакуации, играла на мандолине. В 1945 году поступила в Музыкальное училище им. Н. А. Римского-Корсакова в класс флейты Петра Яковлевича Федотова (артиста оркестра Театра оперы и балета им. С. М. Кирова) и в 1951 году — окончила, с 1951 по 1956 г. училась у него же в Ленинградской консерватории. В 1961 г. закончила аспирантуру консерватории в классе И. Ф. Януса.
С 1955 по 1962 годы работала солисткой-флейтисткой в Оркестре народных инструментов им. В. В. Андреева Ленинградского Радиокомитета. В 1962 году выиграла конкурс на должность солистки группы флейт Заслуженного коллектива РСФСР симфонического оркестра Ленинградской филармонии и более 27 лет (с 1962 по 1989 год) участвовала под руководством главного дирижёр Евгения Мравинского в концертах, записях и гастролях этого оркестра в СССР и во многих странах мира.
С 1955 по 1962 годы преподавала в музыкальной школе (10-летке) при Ленинградской консерватории. В 1969 году начала вести класс флейты в Ленинградской консерватории, в 1977 году получила звание доцент и в 1987 году ― профессор. В числе её учеников многочисленные лауреаты международных, Всесоюзных и Всероссийских конкурсов, солисты Мариинского и Большого театров, крупнейших филармоний и симфонических оркестров России, среди них: Заслуженная артистка РФ Мария Федотова (внучка первого педагога П. Я. Федотова), Н.Мохов, Д.Черезова, Н.Попов, С.Михайловский, Г.Долгов и др.
Главный редактор Ленинградского отделения издательства «Советский композитор» Заслуженный деятель искусств РСФСР В. Богданов-Березовский так писал об Александре Михайловне:
А. Вавилина — тонкий художник-интерпретатор. Обладает большим, красивым звуком, безупречной интонацией, выразительной фразировкой. Постоянно стремясь к совершенствованию мастерства, достигла высокой виртуозности техники во всех её разновидностях, проявляет творческую инициативу в исполнении ответственных соло в произведениях композиторов разных эпох вплоть до современных. Это особенно ощущается в исполнении флейтовых монологов в сюите «Дафнис и Хлоя» и «Болеро» Равеля, «Море» и «Послеполуденном отдыхе фавна» Дебюсси, скерцо из музыки «Сон в летнюю ночь» Мендельсона, 2-й ч. Пятой симфонии Шостаковича и др. партитурах. К артистическим достоинствам А.Вавилиной следует отнести высокоразвитое чувство стиля, позволяющее находить верные тона и краски, ритмические и динамические детали при исполнении музыки различных национальных школ.
Александра Михайловна подготовила к изданию и опубликовала дневники своего мужа, Евгения Мравинского.
Умерла 20 сентября 2021 года, предположительно, от отравления угарным газом во время пожара в своей квартире на Петроградской стороне г. Санкт-Петербурга, похоронена на Богословском кладбище.

## Награды и звания
- Лауреат, II премия на VI Всемирном фестивале молодёжи и студентов, 1957 год, г. Москва[13]
- Лауреат, II премия на Всесоюзном фестивале современной молодёжи, 1957 год, г. Москва
- Заслуженная артистка РСФСР (Указ Президиума Верховного Совета РСФСР от 1 июля 1974 года)
- Заслуженный деятель искусств РСФСР (Указ Президиума Верховного Совета РСФСР от 13 апреля 1983 года)
- Почётный член Российской Академии художеств

## Жюри конкурсов
- I Международный конкурс флейтистов имени Ореля Николе, 2006 год, Китай, член жюри

## Аудиозаписи
Иоганн Себастьян Бах / Густав Малер. Люкс. Александра Вавилина (флейта), Валентин Малков (труба), Наталья Сиротская (орган), ЗКР АСО Санкт-Петербургский филармонии, дирижёр Геннадий Рождественский, запись 1977 года, Мелодия: № 326

## Видеозаписи
- Профессор, Заслуженная артистка РСФСР А. М. Вавилина-Мравинская о солисте-тубисте ЗКР, профессоре СПб консерватории Валентине Галузине
- Александра Вавилина: «Если ты просто живёшь — это и есть счастье…»